# 村野武範
村野 武範（むらの たけのり、1945年〈昭和20年〉4月19日 - ）は、日本の俳優、タレント。アネモイエンタテインメント所属（メンバー）。劇団文学座出身。三浦企画所属。

## 来歴
東京都清瀬市出身。東京都立板橋高等学校、早稲田大学商学部卒業。
1969年、NHKで放送されたテレビドラマ『走れ玩具』（文化庁芸術祭優秀賞受賞）の主演でデビュー。1971年、映画『八月の濡れた砂』に出演し脚光を浴びる。1972年2月から1年間日本テレビ系で放映された学園ドラマ『飛び出せ!青春』の熱血教師役で人気を不動のものにする（『八月の濡れた砂』セル版DVD（2004年発売版）には、上記の2作品で共演した剛たつひととのオーディオコメンタリーが収録されている）。
以後、多くの映画、テレビドラマ、バラエティ番組、CMに出演。また、料理番組『くいしん坊!万才』（フジテレビ）の七代目くいしん坊（レポーター）を1988年1月から1990年12月にわたって務めた。赤坂・溜池山王にある割烹《ぐるめダイニング　むらの》のオーナーだが、この店は『くいしん坊!万才』で数多くの美味しいものを味わった経験を活かせばいいのではという友人からのアドバイスを受け、その友人との共同経営で始めたとの事である。
フジテレビの『ゴールデン洋画劇場』（後に『ゴールデンシアター』に改名）ではブルース・ウィリスの吹き替えを専属で担当していた。このことから、90年代のウィリスの出演作品の地上波初放送時の吹き替えを務めるケースが多かった。この配役は当時番組のプロデューサーを務めていた山形淳二による「ベテラン声優や固定した配役は安心して観られるが、それでは進歩がない」「新しい刺激がほしかった」との理由から、テレビ朝日の「日曜洋画劇場」版で吹き替えを担当していた野沢那智に対抗する形で抜擢された。この配役は一定数以上の好評を博し、タレントを起用した吹き替えの成功例として挙げられている。当時競合関係にあった日曜洋画劇場の元スタッフも「（村野の配役は）力も入っていたことが分かりましたし、村野さんも頑張ってらしたと思います」と好意的なコメントを出している。
安泉純二郎首相役を演じた映画『日本以外全部沈没』のDVD版特典のオーディオコメンタリーでは、監督の河崎実とともに饒舌トークを繰り広げている。ちなみに役名は小泉純一郎と安倍晋三をモデルとしているが、周囲からは「菅直人そっくり」といわれたという。そのため、『ビートたけしのTVタックル』（テレビ朝日）3時間スペシャル内の「痛快!永田町時代劇」コーナーに、菅をモデルにした“菅隼人”将軍役で出演した。なお、2000年に放送された連続ドラマ『レッツ・ゴー!永田町』（日本テレビ）では、福田康夫をモデルとした花田官房長官役を演じている。

## 闘病
若い頃から酒も煙草も嗜み、酒はどんなに体調が悪い日でも欠かさないほど、煙草は1日に100本も吸うヘビースモーカーであった。50歳を迎えた頃に腎臓を悪くして救急搬送された際、医師から「このままでは命の保証が出来ない」と告げられたことを機に禁煙し、飲酒は極力控えるようになった（しかし長年愛煙家であったため慢性閉塞性肺疾患（COPD）を患っている）。
2015年に喉頭癌（4期）が見つかる。約2か月半入院をし、陽子線治療と抗がん剤治療（画像下治療）を用いた治療を行う。

## 著書
- 村野武範の単純明解アイデア料理 - おや!?まあ!?へえ〜!?（1987年12月1日、英知出版）
- 村野武範の愉快明快アイデア料理BOOK （1988年3月1日、英知出版）
- こんなにあるぞ！味の達人 村野武範の旨い焼酎　安い焼酎（2006年10月1日、スコラマガジン）

## 出演

### テレビドラマ
- 走れ玩具（1969年、NHK総合）[6]
- 飛び出せ!青春（1972年 - 1973年、日本テレビ） - 河野武
- 火曜日の女シリーズ「男と女と」（1973年、日本テレビ） - 水木隆司
- 赤ひげ 第22話「こんち午の日」（1973年、NHK総合） - 本多出雲守政勝
- 太陽にほえろ! 第48話「影への挑戦」（1973年、日本テレビ） - 尾沢康彦
- 天下堂々（1973年 - 1974年、NHK総合） - 平手造酒
- 狼・無頼控（1973年 - 1974年、毎日放送） - 剣条之介
- われら青春! 第14話「われら同級生!」（1974年、日本テレビ） - 河野武
- 日本沈没（1974 - 1975年、TBS） - 小野寺俊夫
- ふりむくな鶴吉 第23話「業火」（1975年、NHK総合）
- 愛のサスペンス劇場「手紙-殺しへの招待-」（1975年、日本テレビ）
- シリーズ人間模様 妻たちの二・二六事件 （1976年、NHK総合） - 磯部浅一
- 事件ファイル110 甘ったれるな（1976年、TBS） - 立原刑事
- 夫婦旅日記 さらば浪人 第7話「友よ何処へ」（1976年、フジテレビ）
- 五街道まっしぐら!（1976年、NET） - 御堂の小次郎
- 岸辺のアルバム（1977年、TBS） - 中田敏雄
- 連続テレビ小説『風見鶏』（1977年、NHK総合） - 一色吾郎
- 八甲田山（1978年、TBS） - 神田大尉
- 飢餓海峡（1978年、フジテレビ）
- 土曜ドラマ 「松本清張シリーズ・火の記憶」（1978年、NHK総合） - 河田忠一
- 薔薇海峡（1978年 - 1979年、TBS） - 上村勇作
- おやこ刑事（1979年、12ch） - 垂水二郎
- 大河ドラマ（NHK総合）
  - 春の坂道（1971年） - 柳生兵庫助
  - 獅子の時代（1980年） - 板垣退助
  - 山河燃ゆ（1984年） - 落野中尉
- 銀河テレビ小説（NHK総合）
  - 昭和の青春シリーズ3 春の谷間（1977年）- 早見健次
- 87分署シリーズ・裸の街（1980年、フジテレビ） - 近藤郁夫
- 江戸の朝焼け 第19話「裏街の用心棒」（1981年、フジテレビ）- 左内
- 銭形平次 第752話「鬼面組御用!」（1981年、フジテレビ）
- 加山雄三のブラック・ジャック 第3話「ふたつの愛」（1981年、テレビ朝日）
- ポーラテレビ小説『発車オーライ』（1981年、TBS） - 村川周一
- 立花登・青春手控え 第14話「何処へ」（1982年、NHK総合）
- 鬼平犯科帳 第3シリーズ 第10話「熊五郎の顔」（1982年、テレビ朝日 / 東宝） - 信太郎・熊五郎
- 水戸黄門（TBS・C.A.L）
  - 第13部 第18話「網にかかった悪い雑魚・石州浜田」（1983年2月14日） - 喜助
  - 第30部
    - 第1話「初春の旅立ち・水戸・日光」（2002年1月7日） - 堀川厚信
    - 第12話「古都に消えた!双子の秘密・京」（2002年4月1日） - 堀川厚信

  - 第40部
    - 第2話「好色強欲の悪党ども!・日光」（2009年8月3日） - 東十条宗房
- 新・松平右近 第6話「白い花散る怨み川」（1983年、日本テレビ） - 榊兵庫
- 大岡越前 第7部 第11話「裏切りの悲恋十手」（1983年7月4日、TBS・C.A.L） - 酒井兵馬
- 若き血に燃ゆる〜福沢諭吉と明治の群像（1984年、テレビ東京）
- 月曜ドラマランド『悪魔くん』（1986年、フジテレビ）
- 火曜サスペンス劇場（日本テレビ）
  - 『死を抱く女』（1982年）
  - 『望遠鏡の中の女』（1992年11月） - 池村
  - 『当番弁護士』（1997年）
  - 「小京都ミステリー24」（1998年） - 夏木刑事
- 土曜ワイド劇場（テレビ朝日）
  - 『結婚しない女 死の羽田発397便』（1980年） - 加藤英夫
  - 『西村京太郎トラベルミステリー・あずさ3号殺人事件』（1983年6月） - 小野刑事
  - 『棟居刑事の情熱』（1997年3月） - 明石刑事
  - 『京都殺人案内23・みちのく津軽こぎん刺しの女』（2000年4月） - 石津左近
  - 『深層捜査1』（2017年3月11日） - 沢田公昭
- WITH LOVE　第12話（最終回）（1998年、フジテレビ） - 新支店長
- さしすせそ!?（1997年、TBS）
- レッツ・ゴー!永田町（2001年、日本テレビ） - 花田官房長官
- 月曜ミステリー劇場『万引きGメン・二階堂雪7・逃亡』（2001年10月、TBS） - 横尾警部
- 金曜プレステージ『津軽海峡ミステリー航路』（2002年 - 、フジテレビ） - 笹島信行（刑事課長） ※「金曜エンタテイメント」時代より
- 女と愛とミステリー『芸能記者・柳田信吉の挑戦』（2003年2月26日、テレビ東京） - 橋本康之
- スミレ16歳!!（2008年、BSフジ） - 理事長
- 吉原裏同心 第11回「かたき討ち」（2014年、NHK総合） - 六兵衛
- 水曜ミステリー9『金沢のコロンボ2』（2015年5月20日、テレビ東京） - 森修造

### 映画
- ヤングパワー・シリーズ 大学番外地（1969年、大映）
- この青春（1971年、新星映画）
- 裸の十九才（1970年、東宝）
- 八月の濡れた砂（1971年、日活）
- 飛び出せ!青春（1973年、東宝）
- としごろ（1973年、松竹）
- ときめき（1973年、松竹）
- 妹（1974年、日活）
- あした輝く（1974年、松竹）
- 青春讃歌 暴力学園大革命（1975年、東映東京）
- 青い山脈（1975年、東宝）
- 挽歌（1976年、東京映画）
- 愛情の設計（1977年、松竹・サンミュージック）
- 犬笛（1978年、三船プロ）
- 神様なぜ愛にも国境があるの（1979年、東宝）
- おれは男だ! 「完結編」（1987年、松竹）
- ジュリエット・ゲーム（1989年、ヘラルド・エース・日本ヘラルド映画）
- お墓がない!（1998年、松竹）
- 借王<シャッキング> シリーズ（日活） - ひかり銀行大阪中央支店長
  - 借王3（1998年）
  - 借王4（1998年）
  - 借王6 ナニワ相場師伝説（1999年)
  - 借王 -THE MOVIE- 沖縄大作戦（1999年）
  - 借王 -THE MOVIE 2000-（2000年）
  - 借王 狙われた学園（2001年）
- 生きない（1998年、日本ヘラルド映画・オフィス北野）
- 新・極道渡世の素敵な面々 女になった覚えはねぇ（1998年、ムービー・ブラザース）
- 新宿やくざ狂犬伝 一匹灯（1999年、大映）
- ゴト師株式会社 ルーキーズ THE MOVIE（1999年、パル企画）
- BACK STAGE/バックステージ（2001年、メディアプロダクション）
- 三浦和義事件 もう一つのロス疑惑の真実（2004年、三浦和義事件製作委員会）
- 日本以外全部沈没（2006年、クロックワークス・トルネード・フィルム）
- 釣りバカ日誌18 ハマちゃんスーさん瀬戸の約束（2007年、松竹）
- モノクロームの少女 （2009年、モブキャスト）
- アンダンテ 〜稲の旋律〜（2010年、ゴーゴービジュアル企画）
- 昆虫探偵ヨシダヨシミ（2010年、リベロ）
- 美しき女豹BODY SNIPER（2010年、美しき女豹製作委員会）
- BOX 袴田事件 命とは（2010年、スローラーナー）
- ハンドメイドエンジェル（2010年、マジカル）
- ノルマル17歳。-わたしたちはADHD-（2024年、アルケミーブラザース）[7]

### オリジナルビデオ
- 喰いしん坊!4 大喰い激闘篇（2008年12月25日、GPミュージアムソフト）
- 稲穂の無頼（2009年）全2作 - 蒼龍組小野田一家総長 丹波康成
- 禁断の女子刑務所（2010年）
- 高レート裏麻雀列伝 むこうぶち10 裏ドラ（2010年） - 勘太の父
- 極道の教典 第五章（2015年） - 黒崎組組長
- 強者（ツワモノ）（2016年）
- 高レート裏麻雀列伝 むこうぶち15 麻雀の神様（2018年）
- 高レート裏麻雀列伝 むこうぶち16 無邪気（2019年）
- 麻雀破壊神 むこうぶち傀 山師（2020年） - 雀荘「ばかんす」マスター
- 麻雀破壊神 むこうぶち傀 相性（2020年） - 雀荘「ばかんす」マスター

### 吹き替え
- ブルース・ウィリス（すべてフジテレビ版）
  - アルマゲドン（ハリー・スタンパー）
  - スリー・リバーズ（トム・ハーディ）
  - ダイ・ハード シリーズ（ジョン・マクレーン）
    - ダイ・ハード
    - ダイ・ハード2
    - ダイ・ハード3

  - 12モンキーズ（ジェームズ・コール）
  - ハドソン・ホーク（ハドソン・ホーク）
  - ラスト・ボーイスカウト（ジョー・ハレンベック）

### バラエティ
- おはよう!ナイスデイ（フジテレビ） - サブ司会
- 11PM（日本テレビ） - 金曜メイン司会
- ロッテ 歌のアルバム（TBS） - 司会
- どっきりQ（関西テレビ） - 司会
- こんにちは2時（テレビ朝日） - 料理コーナー[8]
- 中津川ジェロニモ中華飯店（テレビ岩手）
- 趣味悠々「筆で味わう雅の世界 小倉百人一首を書こう」（NHK教育）
- アウトドアクラブ（NHK BS1）
- 週刊エビス堂（秋田放送）
- ビートたけしのTVタックル3時間スペシャル（テレビ朝日） - 「痛快!永田町時代劇」コーナーで菅直人をモデルにした“菅隼人”将軍役で出演
- ダウトをさがせ!（毎日放送）
- 世界の常識・非常識!（フジテレビ） - レギュラー回答者
- 第19回全国高等学校クイズ選手権（日本テレビ） - 3人バラバラ面接クイズの応用力(即興ダジャレ)の部屋の面接官
- みのもんたの世渡りジョーズ!!（日本テレビ）
- マジカル頭脳パワー!!（日本テレビ） - ゲストパネラー
- クイズ!年の差なんて（フジテレビ） - アダルトチームパネラー
- 第9回爆笑！スターものまね王座決定戦スペシャル（1991年4月2日、フジテレビ） - 審査員
- 第26回 年忘れにっぽんの歌（1993年12月31日、テレビ東京） - 司会
- カラオケ大賞21（2017年10月9日、千葉テレビ） - ゲスト
- BS歌謡スクエア（2019年4月7日 - 、BS12） - 司会
- 「ヒロミ☆あさこの昭和平成の懐かしスターを直撃！令和のバカ売れ商品をお届けSP」（2022年7月24日、日本テレビ）

### グルメリポート
- くいしん坊!万才（7代目くいしん坊・フジテレビ）
- 土曜スペシャル（不定期・テレビ東京）
- スーパーニュース（不定期・フジテレビ）
- あなた説明できますか?（毎日放送）
- クイズ地球まるかじり（テレビ東京）
- にっぽん列島食と笑いと温泉巡り（旅チャンネル）
- 村野武範の馳走百景（J:COM）

### CM
- ワンタッチ忠勇（清酒忠勇[9]）
- 消臭たまご（アース製薬）
- 出光スーパーゼアス（出光興産）
- サッポロ生黒ラベル（サッポロビール）[10]
- ACUO（ロッテ）アク男篇（生田斗真扮するアク男の恩師役）

### ラジオ
- 村野武範のいきなりラジオ木曜日（（1985年4月11日 - 10月3日、TBSラジオ）
- 村野武範の土曜ワイドBAOBAB（1992年10月10日 - 1994年10月8日、文化放送）
- 村野武範と剛たつひとの「飛び出せ！歌謡曲！」（2020年1月 - 、八王子FM）
- Changeの瞬間 〜がんサバイバーストーリー〜 （2020年9月20日・27日、朝日放送ラジオ）[11]